# Bartolomeo Bianco
Bartolomeo Bianco (1590 – 1657) foi um arquiteto italiano, principal intérprete do barroco genovês na arquitetura. Natural de Coldrerio, mudou-se muito jovem para Génova para seguir o pai, Cipriano Bianco  , que se ocupava na capital da Ligúria com alguns trabalhos para o convento local dos Padres Agostinianos de Carbonara na zona de Castelletto. Na capital é considerado um dos principais promotores e criadores dos palácios barrocos e genoveses do século XVII . A sua formação profissional desenvolveu-se sobretudo em Génova, relembrando estilos escolares tipicamente lombardos nos seus projectos - por exemplo para decorações ou fachadas exteriores de igrejas - num percurso artístico que os historiadores equiparam aos seus conterrâneos como Domenico Fontana e Martino Longhi o Velho .

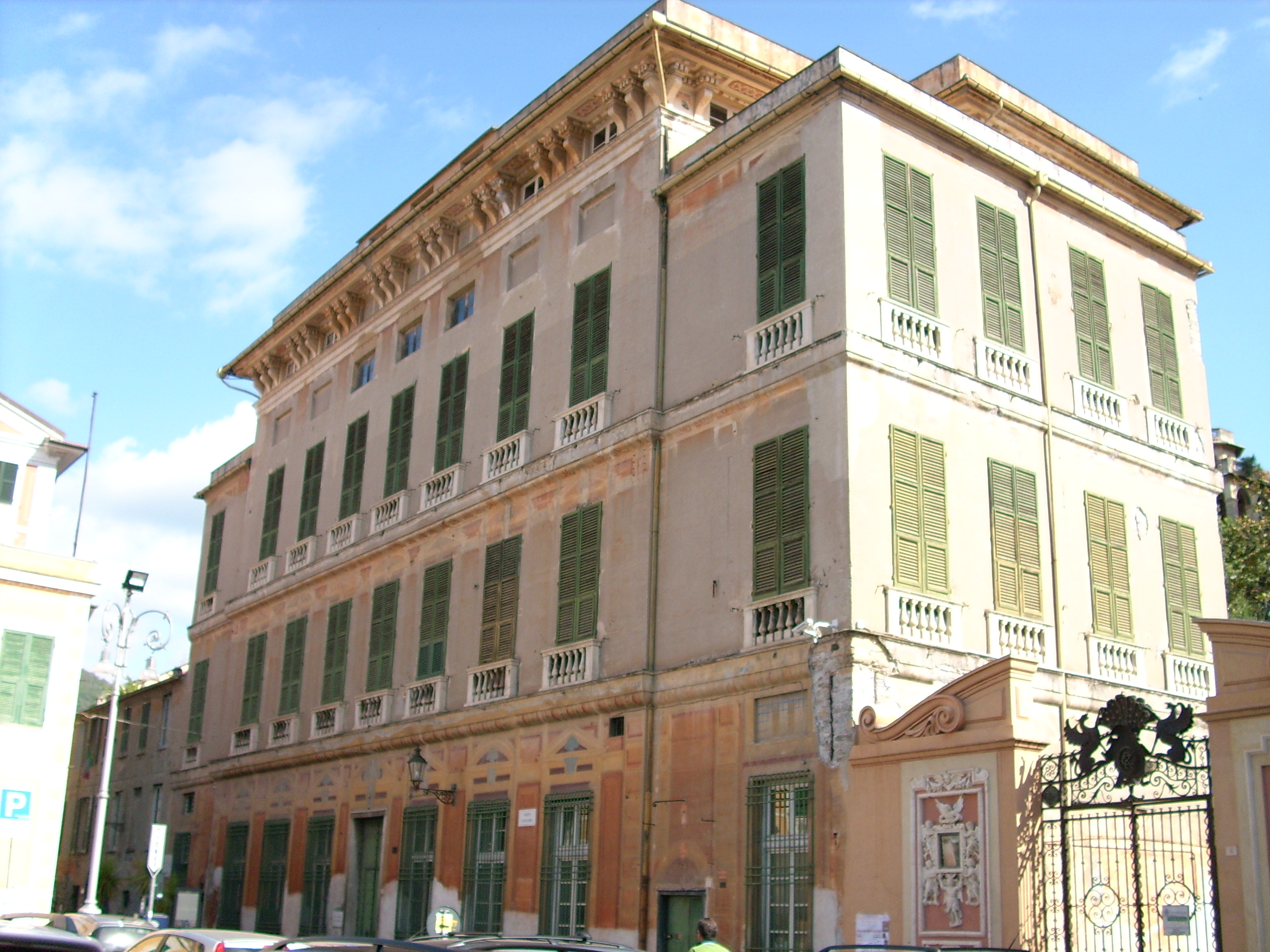
Palácio Rocca em Chiavari